# Central Tower München
Der Central Tower München (ehemals Munich City Tower) ist ein Hochhaus in München. Das 23-stöckige Gebäude hat eine Höhe von 85 m, auf dem Dach ist jedoch noch eine 30 m hohe Antenne angebracht, so dass sich die Gesamthöhe auf 115 m beläuft. Neben dem Hochhaus "Tower" gehört ein 5-stöckiger Flachbau, das so genannte „Plaza“, zum Gebäudekomplex. Der Komplex wurde in den Jahren 1999 bis 2002 von Lend Lease Real Estate Investments GmbH entwickelt und fertiggestellt.
Der Turm befindet sich am Mittleren Ring, an der Kreuzung der Donnersbergerbrücke mit der Landsberger Straße, im Stadtteil Schwanthalerhöhe. Auf der gegenüberliegenden Seite der Brücke, im Stadtbezirk Neuhausen-Nymphenburg, befindet sich der architektonisch ähnliche Büroturm des Mercedes Center und der Arnulfpark.
Ende 2009 wurde der Munich City Tower durch die Eigentümer Rockpoint Group und Freo in Central Tower umbenannt. Anfang 2014 wurde das Gebäude an die Talanx Asset Management der Talanx-Versicherungsgruppe verkauft; als Kaufpreis gelten etwas über 80 Millionen Euro.